# Jerzmanowo
Jerzmanowo [pronunciación en polaco: /jɛʐmaˈnɔvɔ/] (en alemán: Hermannshausen) es un pueblo en el distrito administrativo de Gmina Boniewo, dentro del Distrito de Włocławek, Voivodato de Cuyavia y Pomerania, en el centro-norte de Polonia. Se encuentra aproximadamente 3 kilómetros al noreste de Boniewo, 19 kilómetros al sudoeste de Włocławek, y 63 kilómetros al sur de Toruń.